# Centaurea gentyi
Centaurea gentyi là một loài thực vật có hoa trong họ Cúc. Loài này được Thiébaut mô tả khoa học đầu tiên năm 1934.